# Bellefosse
Bellefosse est une commune française située dans la circonscription administrative du Bas-Rhin et, depuis le 1er janvier 2021, dans le territoire de la collectivité européenne d'Alsace, en région Grand Est.
Cette commune se trouve dans la région historique et culturelle d'Alsace.

## Géographie

### Localisation
Le village est situé sur une terrasse d'altitude sur le versant ouest du massif du Champ du Feu dans la vallée de la Bruche. Il est dominé par les ruines du château de la Roche.

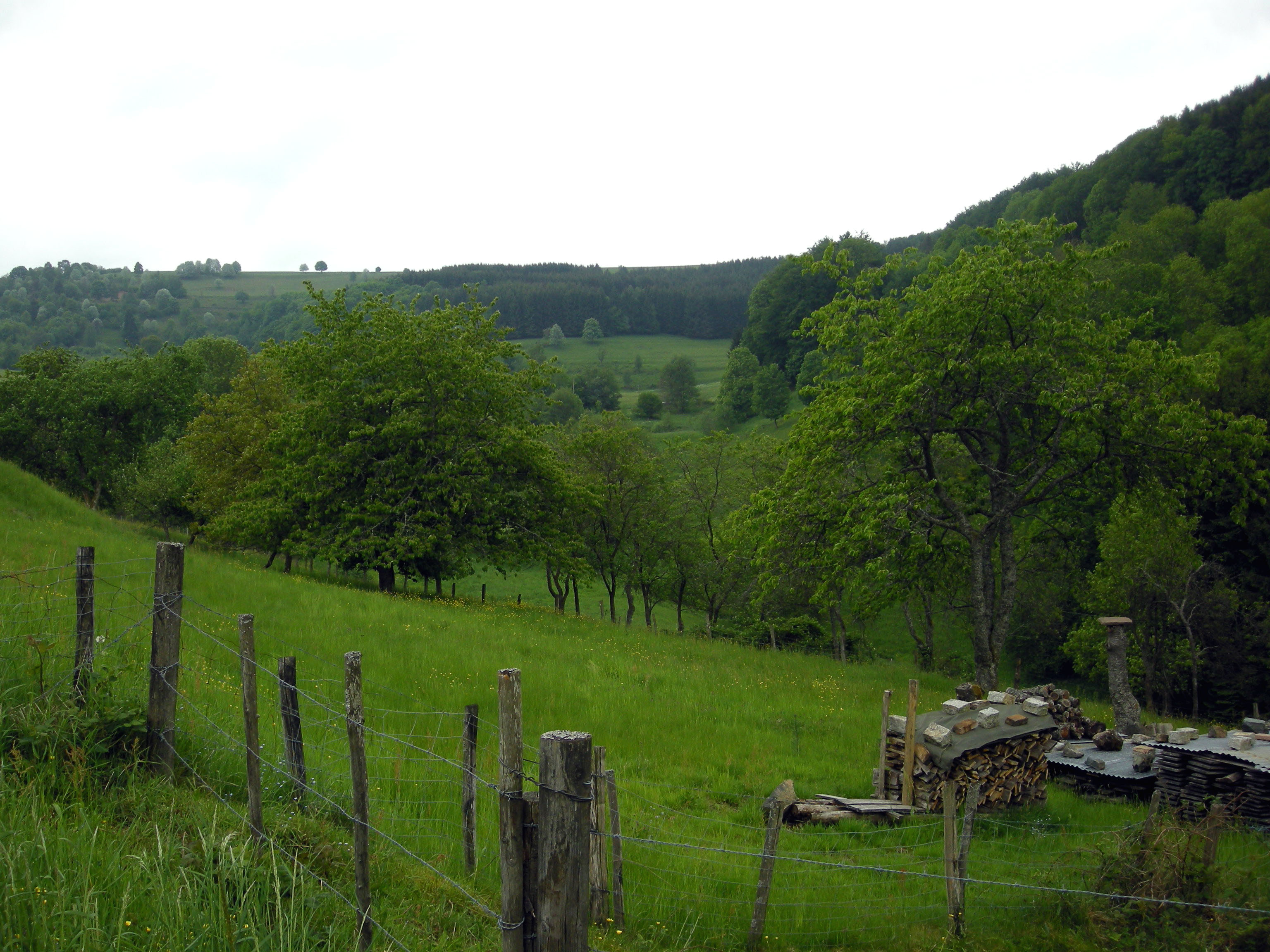
Un village de montagne entouré de pâturages.
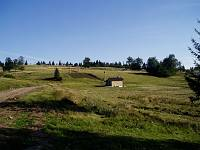
Des pâturages au sommet du village.

### Communes limitrophes
|                 | Waldersbach     | Belmont     |
| Blancherupt     | Bellefosse      | Le Hohwald  |
| Colroy-la-Roche | Ranrupt, Steige | Breitenbach |

### Hydrographie
La commune est dans le bassin versant du Rhin au sein du bassin Rhin-Meuse. Elle est drainée par le ruisseau de la Chergoutte,.

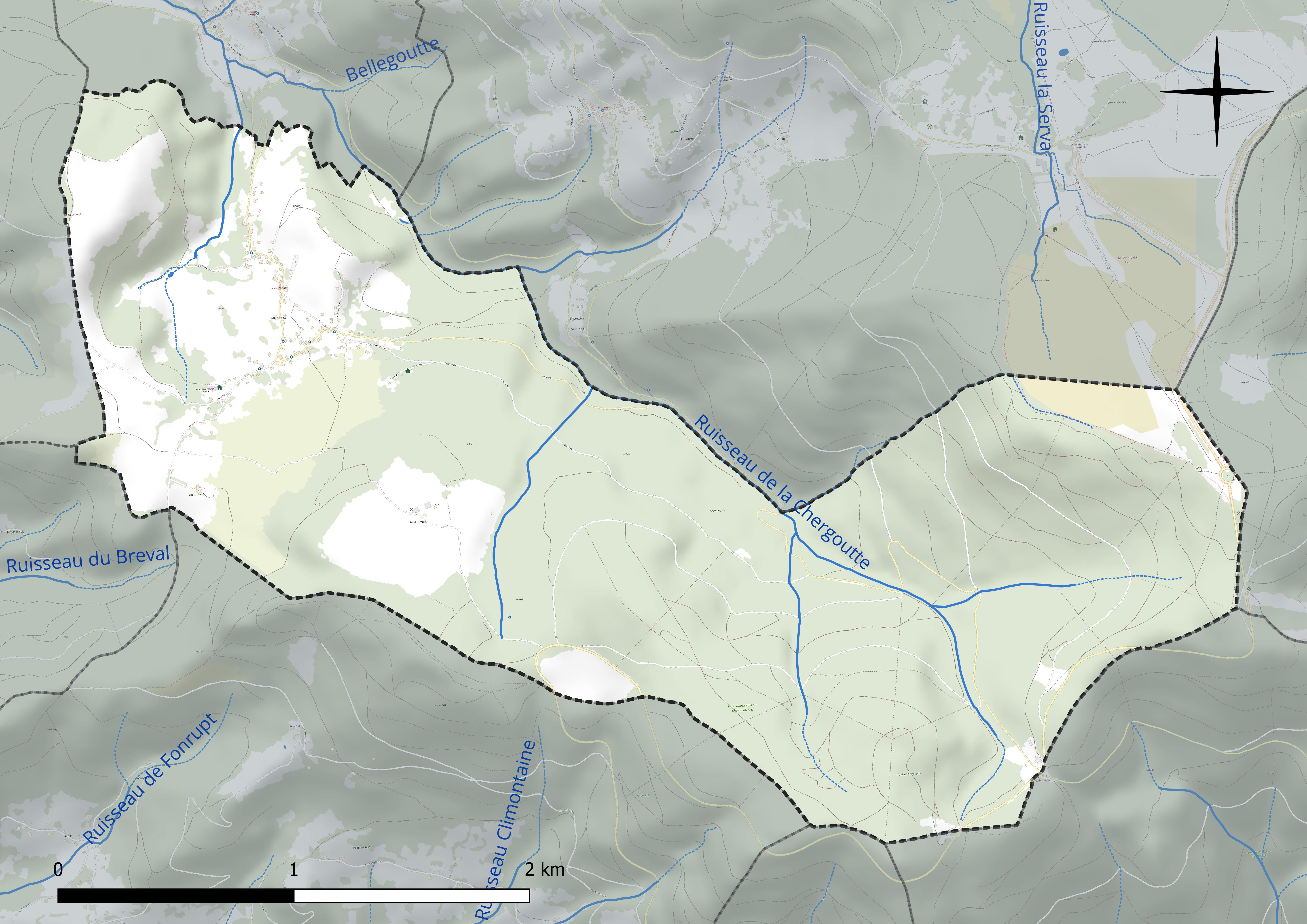
Réseau hydrographique de Bellefosse.

### Climat
Pour des articles plus généraux, voir Climat du Grand Est et Climat du Bas-Rhin.
En 2010, le climat de la commune est de type climat de montagne, selon une étude du Centre national de la recherche scientifique s'appuyant sur une série de données couvrant la période 1971-2000. En 2020, Météo-France publie une typologie des climats de la France métropolitaine dans laquelle la commune est exposée à un climat semi-continental et est dans la région climatique  Vosges, caractérisée par une pluviométrie très élevée (1 500 à 2 000 mm/an) en toutes saisons et un hiver rude (moins de 1 °C). 
Pour la période 1971-2000, la température annuelle moyenne est de 8,4 °C, avec une amplitude thermique annuelle de 16,1 °C. Le cumul annuel moyen de précipitations est de 1 227 mm, avec 12,9 jours de précipitations en janvier et 11,4 jours en juillet. Pour la période 1991-2020, la température moyenne annuelle observée sur la station météorologique de Météo-France la plus proche, « Belmont », sur la commune de Belmont à 2 km à vol d'oiseau, est de 7,0 °C et le cumul annuel moyen de précipitations est de 1 341,9 mm. 
La température maximale relevée sur cette station est de 30,9 °C, atteinte le 5 juillet 2015 ; la température minimale est de −20,3 °C, atteinte le 20 décembre 2009,,. 
Les paramètres climatiques de la commune ont été estimés pour le milieu du siècle (2041-2070) selon différents scénarios d'émission de gaz à effet de serre à partir des nouvelles projections climatiques de référence DRIAS-2020. Ils sont consultables sur un site dédié publié par Météo-France en novembre 2022.

## Urbanisme

### Typologie
Au 1er janvier 2024, Bellefosse est catégorisée commune rurale à habitat dispersé, selon la nouvelle grille communale de densité à sept niveaux définie par l'Insee en 2022.
Elle est située hors unité urbaine. Par ailleurs la commune fait partie de l'aire d'attraction de Strasbourg (partie française), dont elle est une commune de la couronne,. Cette aire, qui regroupe 268 communes, est catégorisée dans les aires de 700 000 habitants ou plus (hors Paris),.

### Occupation des sols
L'occupation des sols de la commune, telle qu'elle ressort de la base de données européenne d’occupation biophysique des sols Corine Land Cover (CLC), est marquée par l'importance des forêts et milieux semi-naturels (80 % en 2018), une proportion sensiblement équivalente à celle de 1990 (80,4 %). La répartition détaillée en 2018 est la suivante : 
forêts (77,4 %), prairies (16 %), zones urbanisées (4 %), milieux à végétation arbustive et/ou herbacée (2,5 %). L'évolution de l’occupation des sols de la commune et de ses infrastructures peut être observée sur les différentes représentations cartographiques du territoire : la carte de Cassini (XVIIIe siècle), la carte d'état-major (1820-1866) et les cartes ou photos aériennes de l'IGN pour la période actuelle (1950 à aujourd'hui).

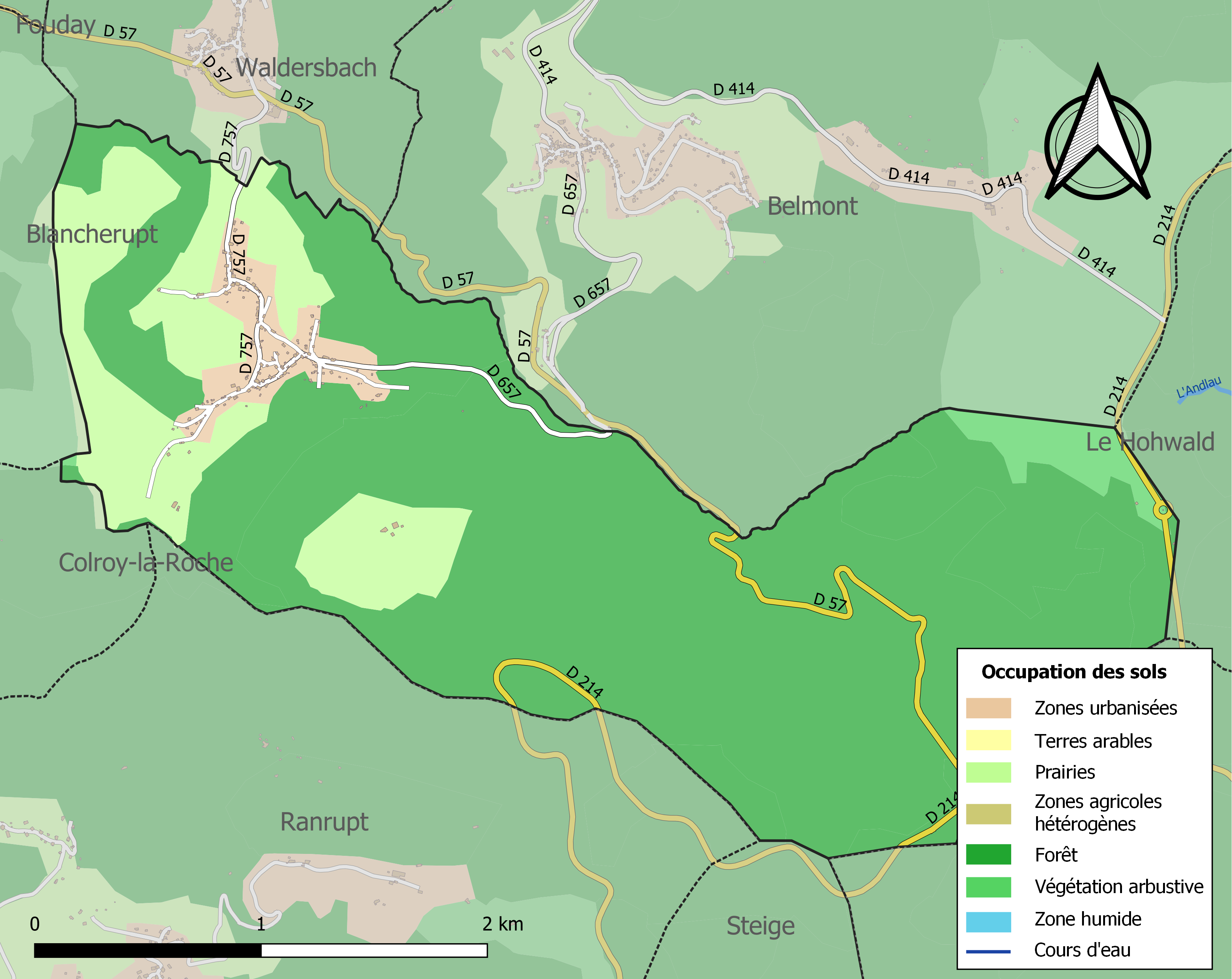
Carte des infrastructures et de l'occupation des sols de la commune en 2018 (CLC).

## Toponymie
- 1434 : Belfus ; 1534 : Belfuss ; 1578 : Belfos ; 1782 : Belfus ; 1584[15] :Belfuß ; 1793 : Bellefosse ; 1915-1918 : Schöngrund.

Du celtique bill, « petit » et de fois, « endroit ».

## Histoire

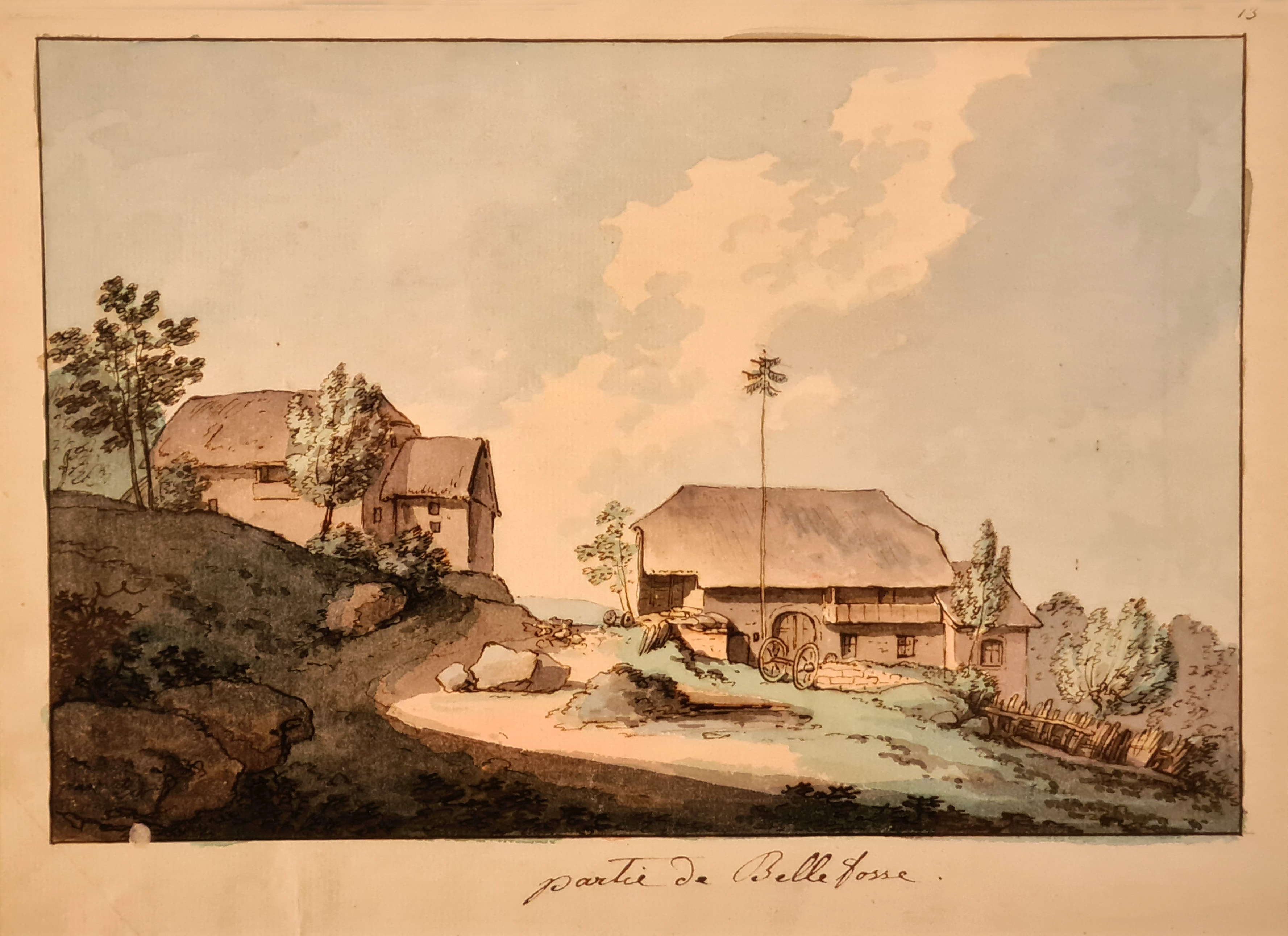
Maison à Bellefosse, par Benjamin Zix (fin du XVIIIe siècle).

Bellefosse fait partie de l'ancienne seigneurie du Ban de la Roche. Son histoire fut donc intimement liée à ce territoire jusqu'à la Révolution. La commune est ensuite rattachée au département du Bas-Rhin jusqu'en 1870.
Le village est cité en 1434 (Belfus). C'était l'époque où subsistait encore le château de la Roche, chef lieu de la seigneurie jusqu'à sa destruction en 1469. On dénombre 25 maisons en 1578 (Belfos).
Le 1er avril 1974, il fusionne avec Waldersbach et Belmont, puis en 1975, avec Fouday pour former le Ban-de-la-Roche. Le 1er janvier 1992, Bellefosse est rétablie.

## Politique et administration
- Sur le mur de la mairie de Bellefosse, une plaque en grès commémore Louise Scheppler :

« Dans ce village naquit le 4 novembre 1763 Louise Scheppler.
Conductrice de la tendre enfance de 179(?) à 1837, et collaboratrice du Pasteur Jean Frédéric Oberlin, elle permit par une action éducative, persévérante et avisée, l’épanouissement des premières écoles maternelles. »
- Lors du scrutin de 2007, un candidat indépendant a contesté la non prise en compte de bulletins de vote à son nom, déposés le matin même du premier tour. Le Conseil d'État lui ayant donné raison, la réélection d'Alice Morel dut attendre le 8 février 2008[16]

### Liste des maires
| Période                                  | Période  | Identité    | Étiquette | Qualité                                                                                 |
| ---------------------------------------- | -------- | ----------- | --------- | --------------------------------------------------------------------------------------- |
| Les données manquantes sont à compléter. |          |             |           |                                                                                         |
| 1977                                     | En cours | Alice Morel | UDI       | Conseillère générale du Canton de Saales (2004-2015) Plus jeune maire de France en 1977 |

### Jumelages

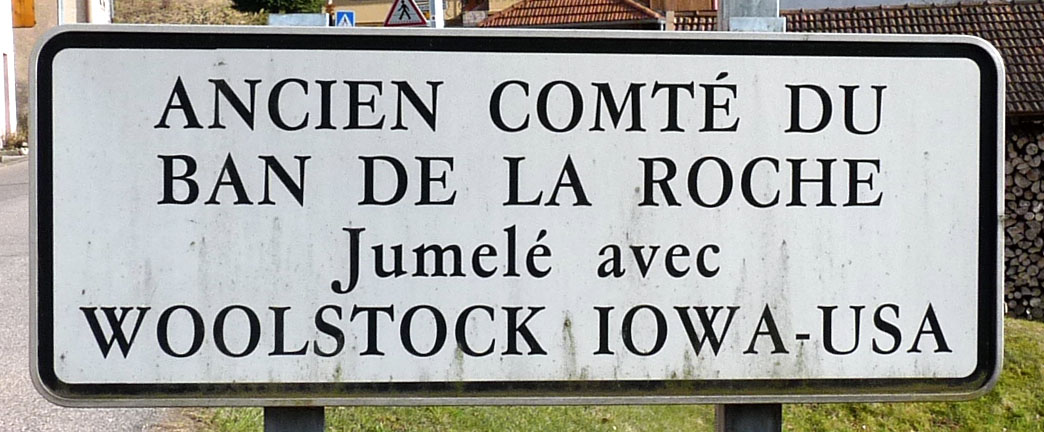
Jumelage avec Woolstock.

Comme sept autres communes du Ban de la Roche (Belmont, Fouday, Neuviller-la-Roche, Rothau, Solbach, Wildersbach et Waldersbach), Bellefosse est jumelée depuis le 15 juillet 1984 avec Woolstock, une petite localité américaine de l'Iowa qui a accueilli au XIXe siècle des immigrants en provenance du Ban de la Roche.

### Démographie
L'évolution du nombre d'habitants est connue à travers les recensements de la population effectués dans la commune depuis 1793. Pour les communes de moins de 10 000 habitants, une enquête de recensement portant sur toute la population est réalisée tous les cinq ans, les populations de référence des années intermédiaires étant quant à elles estimées par interpolation ou extrapolation. Pour la commune, le premier recensement exhaustif entrant dans le cadre du nouveau dispositif a été réalisé en 2005.

En 2022, la commune comptait 170 habitants, en évolution de +14,09 % par rapport à 2016 (Bas-Rhin : +3,17 %, France hors Mayotte : +2,11 %).
| 1793 | 1800 | 1806 | 1821 | 1831 | 1836 | 1841 | 1846 | 1851 |
| ---- | ---- | ---- | ---- | ---- | ---- | ---- | ---- | ---- |
| 336  | 320  | 384  | 445  | 497  | 500  | 460  | 421  | 415  |

| 1856 | 1861 | 1866 | 1871 | 1875 | 1880 | 1885 | 1890 | 1895 |
| ---- | ---- | ---- | ---- | ---- | ---- | ---- | ---- | ---- |
| 384  | 402  | 394  | 398  | 386  | 361  | 346  | 357  | 298  |

| 1900 | 1905 | 1910 | 1921 | 1926 | 1931 | 1936 | 1946 | 1954 |
| ---- | ---- | ---- | ---- | ---- | ---- | ---- | ---- | ---- |
| 263  | 282  | 271  | 246  | 266  | 243  | 229  | 178  | 161  |

| 1962 | 1968 | 1999 | 2005 | 2006 | 2010 | 2015 | 2020 | 2022 |
| ---- | ---- | ---- | ---- | ---- | ---- | ---- | ---- | ---- |
| 131  | 109  | 133  | 131  | 129  | 135  | 147  | 170  | 170  |

## Culture locale et patrimoine

### Lieux et monuments
- Le château de la Roche, construit au XIIIe siècle et détruit en 1469 pour brigandage.
- Le temple protestant, érigé après 1900 selon les modèles existants au Ban de la Roche.
- La ferme-auberge du Ban de la Roche.
- L'hôtel-restaurant de la Charbonnière et la salle des fêtes, qui fut construite entre 1958 et 1960.
- La piscine, construite en 1936 et rénovée en 1987.
- Le col du Champ du Feu, avec ses restaurants et ses activités hivernales.

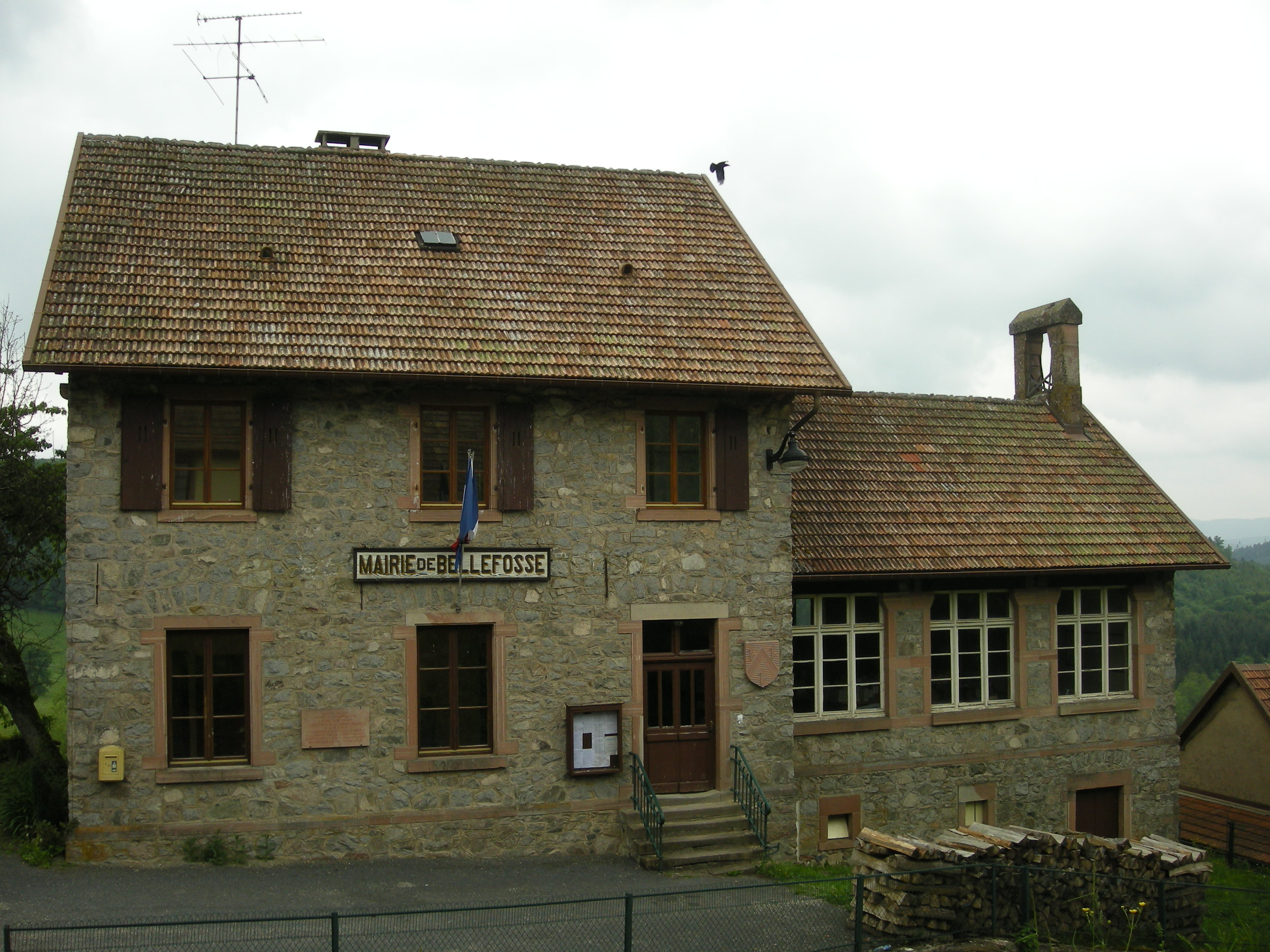
La mairie.
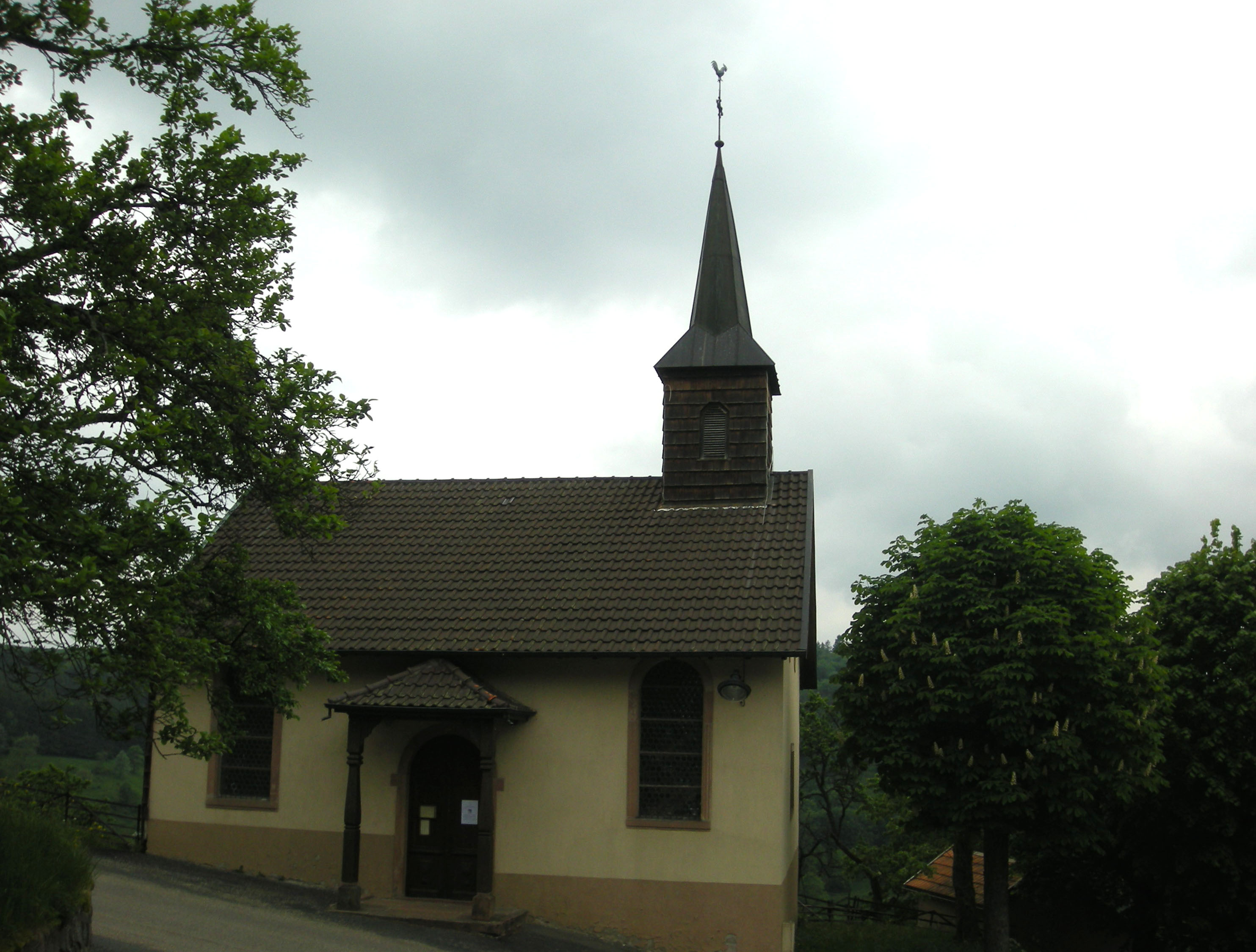
Le temple.
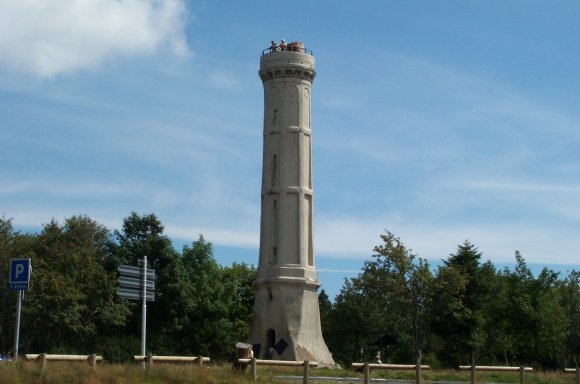
La tour du Champ du Feu.

### Personnalités liées à la commune
- Louise Scheppler (1763-1837), collaboratrice du pasteur Oberlin
- Louise Morel (1995 -), députée de la 6e circonscription du Bas-Rhin.

### Héraldique
| Blason de Bellefosse | Blason  | D’azur au chevron d’or accompagné de trois crampons d’argent posés en pal. |
| Blason de Bellefosse | Détails |                                                                            |